# 上海戏剧学院附属高级中学

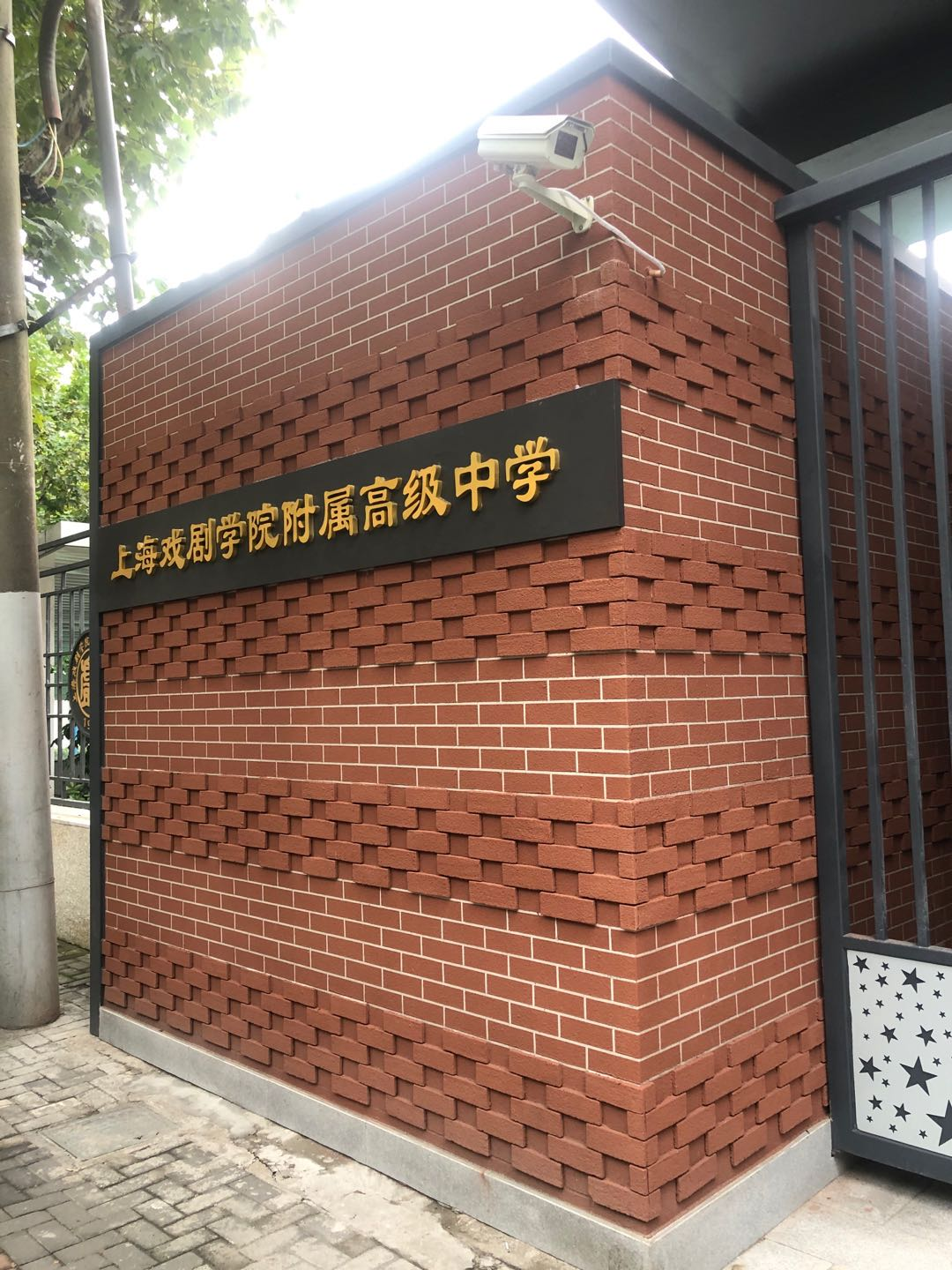

上海戏剧学院附属高级中学，简称上戏附中，是一所位於中華人民共和國上海市靜安區的高級中學，前身是1925年5月由英国人安娜·培成於卡德路（石门二路）爱文义路（北京西路）交匯處创办的培成女中。1954年，培成女中先后与协进女中、锡珍女中合并，成立上海私立培进女子中学。此后，培进由私立女子中學改为公办男女兼收的中學。1963年2月，學校搬遷至康定路770号。1980年8月，胶州中学高中部併入培进中學。2004年8月，培进中學更名為上海戏剧学院附属高级中学。2009年12月成為靜安區实验性、示范性高中。2019年，上戏附中获评上海市特色普通高中。

## 外部連結
- 官方网站